# Josep López de Lerma
Josep López de Lerma i López (San Feliu de Guíxols, 30 de noviembre de 1950) es un abogado, profesor y político español, en siete ocasiones, diputado al Congreso por Convergència i Unió (CiU).

## Biografía
Cursó Magisterio en la Escuela Universitaria de Gerona y trabajó como profesor de enseñanza básica en Palamós. Años después, se licenció en Derecho por la Universidad Alfonso X el Sabio en Madrid, especializándose en Derecho administrativo y Unión Europea. Fue profesor de la Facultad de Ciencias Jurídicas de la Universidad Internacional de Cataluña, es socio de la firma de abogados Roca Junyent, fundada por Miquel Roca y profesor del área de Derecho administrativo de la Universidad de Gerona.
En el ámbito político, fue miembro de Convergència Democràtica de Catalunya (CDC), formación política con la que, coaligada con Unió Democrática (UDC) en Convergència i Unió (CiU), fue diputado al Congreso por vez primera en 1980, sustituyendo a Ramón Sala Canadell que había sido elegido en 1979 por la circunscripción de Gerona. Después renovó el escaño en las siguientes seis convocatorias electorales, ya como cabeza de lista de CiU por Gerona: 1982, 1986, 1989, 1993, 1996 y 2000. Durante este tiempo —de la I a la VII legislatura (1980-2004)—, destacó como vicepresidente cuarto del Congreso entre 1993 y 1996, y tercero entre 1996 y 2004, portavoz del Grupo Parlamentario Catalán durante los dos últimos años del primer mandato de José María Aznar como presidente del Gobierno. Fue ponente en distintos proyectos de ley, entre los que destacan el de la reforma de la ley orgánica de Régimen Electoral, de Participación, Evaluación y Gobierno de Centros Docentes, de las reformas de los estatutos de autonomía de Aragón, Asturias, Baleares, Canarias, Cantabria, Castilla y León, Cataluña, Extremadura, La Rioja y Galicia durante el primer gobierno del Partido Popular (1996-2000), secretario primero de la Diputación Permanente (1996-2004), así como portavoz de la Comisión Constitucional, de la Comisión de Presupuestos y de la Junta de Portavoces. En mayo de 2011 se dio de baja de Convergència Democràtica de Catalunya (CDC) y pidió el voto a la alcaldía de la ciudad de Gerona en las elecciones municipales de ese año para la candidata del Partido de los Socialistas de Cataluña (PSC), Pía Bosch. López de Lerma ha publicado en septiembre de 2016 el libro Cuándo pintábamos algo en Madrid, la editorial de Economía Digital, en el que da cuenta de su experiencia como diputado de CiU en Madrid, con los gobiernos de la UCD, del PSOE y del PP. 